# Вулиця Голубівська (Слов'янськ)
Вулиця Голубівська (колишня Ворошилова (до 2015)  — одна з вулиць у місті Слов'янськ. Знаходиться у мікрорайоні Голубівка і є його головною вулицею.

## Розташування[1]
Вулиця починається від перетину вулиць Барвінківська і Армійська і простягається на північний захід до кінця міста. Вулиця з'єднує місто з селищем Билбасівка.